# Académie des beaux-arts de Rome
L'Académie des beaux-arts de Rome (italien : Accademia di Belle Arti di Roma) est une académie d'art publique à Rome, en Italie. Elle a été fondée au XVIe siècle, mais l'institution actuelle date de l'époque de l'Unification de l'Italie et de la prise de Rome en 1870.

## Histoire
L'Accademia di Belle Arti de Rome tire ses origines de l'Accademia di San Luca (académie de Saint-Luc), une association de peintres, de sculpteurs et d'architectes fondée dans la dernière partie du XVIe siècle à l'initiative de Girolamo Muziano et Federico Zuccari. La Scuola Libera del Nudo, « école libre du nu », pour l'enseignement de la figure de dessin, a été ouverte en 1754, et existe encore; elle propose des cours libres en dehors du cadre académique de l'école.
L'Accademia di Belle Arti di Roma a été recréée à la suite de la prise de Rome en 1870, après que Rome fut devenue la capitale de l'Italie. Après une pétition de 50 artistes qui demandaient une réforme de l'institution, qui était précédemment sous l'autorité papale, tout le personnel enseignant a été remplacé et l'académie a effectivement été nationalisée. Le nom était au début « Regia Accademia di Belle Arti denominata di San Luca », puis Istituto di Belle Arti, puis est devenu Accademia di Belle Arti di Roma. Comme d'autres académies artistiques en Italie, elle dépend du Ministère de l'Instruction, de l'Université et de la Recherche. 